# Vigdis Hjorth
Vigdis Hjorth, född 19 juli 1959 i Oslo, är en norsk författare. Hon har sedan författardebuten 1983 presenterat ett tjugotal romaner samt ett drygt halvdussin ungdomsböcker. Hjorth är i sitt hemland mångfaldigt prisbelönt och har bland annat fått motta Cappelenpriset, Aschehougpriset och Bokhandlarpriset.

## Biografi
Hjorth har studerat idéhistoria, statsvetenskap och litteraturvetenskap. Hon har arbetat för NRK Barneradioen och hon var redaktör för Barnetimeboka 1989–991.
Vigdis Hjort är trebarnsmor och bosatt på Nesøya i Asker. Hon har tidigare bott i Köpenhamn, Bergen, Schweiz och Frankrike.

## Författarskap
Vigdis Hjorth debuterade 1983 med barnboken Pelle-Ragnar i den gule gården, vilken prisbelönades med Kulturdepartementets debutantpris. Under 1980-talet skrev hon ytterligare fyra barn- och ungdomsböcker som alla är översatta till svenska. Temat är barns förälskelse och sexualitet, och författaren har lovordats för sin förmåga att närma sig ämnet från ett barnperspektiv utan moraliska pekpinnar. Även den följande boken, Jørgen + Anne er sant (svenska: Jörgen + Anne är sant), gav författaren ett pris – Kritikerprisen för bästa barnbok. Boken har också filmatiserats.
1986 publicerade Vigdis Hjorth sin första vuxenroman, Gjennom skogen, där en ung kvinna utforskar sin sexualitet i början av vuxenlivet. Med Drama med Hilde fick hon sitt 1987 genombrott som författare av vuxenlitteratur. Därefter har hon gett ut ett trettiotal volymer som behandlar människans existentiella villkor, och hon har också beskrivits som en såväl erotisk som politisk författare.
Om bare (Om bara) publicerades i Norge 2001 och blev en av hennes mest älskade romaner. Dagbladets läsare valde 2006 boken till en av de bästa norska romanerna de sista 25 åren. Som flera av författarens romaner har den uppfattats ha självbiografisk bakgrund. Den svenska översättningen, som kom först 2022, har mottagits positivt av kritikerna. I romanen skildras ett destruktivt passionerat förhållande där den unga, gifta dramatikern blir lidelsefullt förälskad i den äldre "kulturmannen"/litteraturprofessorn. Hon bryter upp från sin familj och underkastar sig mannens klassiskt manipulerande och förminskande av hennes livsutrymme. Romanen har beskrivits som ett passionsdrama snarare än en kärlekshistoria. Jämförelse har gjorts med Lena Anderssons Egenmäktigt förfarande från 2013 och Trude Marsteins Så mye hadde jeg, 2018 (Jag hade så mycket, 2019).
I Hjulskift (Hjulskifte) från 2007 behandlar författaren en relation mellan en kvinnlig akademiker och en bilförsäljare. I boken analyserar hon med humor relationen mellan könsroller, klasskillnader och sexuellt begär.
Tredve dager i Sandefjord från 2011 handlar om författarens upplevelser under en fängelsevistelse efter en rattfylleridom. 2022 sommarpratade hon i Sveriges Radio P1 om sin fängelsevistelse.
Arv og miljø (Arv och miljö), 2016, är ett familjedrama som utspelas kring ett arvskifte där två av fyra syskon blir förfördelade. Romanens jag är en kvinna, väletablerad i kulturlivet som teaterskribent men bärandes på ett incestuöst barndomstrauma. I Norge väckte boken debatt då den uppfattades som självbiografisk och utlämnande av författarens anhöriga. Helga Hjorth, syster till författaren, har skrivit en "svarsroman" (Fri vilja) för att ur sitt perspektiv korrigera bilden av familjen och uppväxtmiljön. Vigdis Hjorth tilldelades 2018 Doblougpriset, som delas ut av Svenska Akademien.
Laererinnens sang (Lärarinnans sång) kom 2018. Där är berättaren en kvinna som undervisar teaterstuderande vid Konsthögskolan om Bertolt Brechts dramatik. Hon är ensamstående och lever ett till synes harmoniskt liv med en nära relation till naturen. Lärarinnan känner sig trygg och förankrad i de kunskaper som hon vill förmedla till sina studenter. Trots hennes eget engagemang i de pjäser hon refererar lyckas hon inte fånga intresset hos de unga eleverna. Hennes självbild krackelerar när en konststuderande ung man som del av ett projekt vill filma henne både i hennes yrkesframträdande och privat.
Henrik Falk (Henrik) från 2019 är författarens bidrag till ett samnordiskt förlagsprojekt där tre nordiska författare erbjudits att skriva en samtidsroman med utgångspunkt från ett Ibsendrama. Vigdis Hjort valde Hedda Gabler, men i hennes version är huvudpersonen en man – Henrik. Denne kommer från en välbärgad familj som hamnar på obestånd, och Henrik gifter sig med dottern till en bensinstationsägare. Han finner sig därefter inträngd i ett småborgerligt fängsel, en "småsakslåda" som han inte kan ta sig ur.
Er mor død (Är mor död), 2020, skildrar ånyo ett familjedrama. En kvinnlig konstnär återvänder till hemlandet efter många år utomlands. Hennes konst fokuserar speciellt på svärtan i mor–barnrelationen, något som modern uppfattat som personlig kritik. När dottern nu söker kontakt efter lång tid vägrar den åldriga modern blankt. Att det är självupplevda och såriga familjerelationer som ligger till grund för romanen har bekräftats av författaren. Enligt nomineringen till Nordiska rådets litteraturpris 2021 har Vigdis Hjorth med Er mor død "skrivit en oförglömlig roman om de närmaste och svåraste av relationer".
Femten år (2022; på svenska som Femton år) börjar med att skildra den unga flickan Paula som lever ett till synes harmoniskt familjeliv. Harmonin är dock bedräglig; förhållandet till en strängt religiös mormor har lett till härvor av lögner som Paula avslöjar i moderns brevväxling. En av den religiösa konventionen påtvingad konfirmation ställer allt på sin spets. Romanen har beskrivits som en skildring av vuxenblivandet, hur den unga flickan måste ta avstånd från familjen för att hitta sig själv och sin egen väg.
I Gjentakelsen (2023; på svenska som Upprepningen) iakttar författarens berättarjag samspelet mellan en tonårsflicka och hennes föräldrar. Hon rekapitulerar därefter de egna upplevelserna som 16-åring i en kontrollerande familj med en ständigt misstänksam och övervakande mor. När hon gjort sina första, inte helt lyckade, sexuella erfarenheter och med överdrifter dokumenterat i sin dagbok får det oanade konsekvenser. "Misstankarna blir slutligen till en självuppfyllande profetia". Vigdis Hjort har i intervjuer uppgett att denna roman är mer autofiktiv än de tidigare. Som i tidigare romaner ligger en nedtystad familjehemlighet som en mörk skugga över hemmiljön. För romanen har hon i Norge tilldelats såväl Kritikerpriset som Ungdomens kritikerpris.

### Barn- och ungdomsböcker
- 1983 – Pelle-Ragnar i den gule gården
- 1984 – Jørgen + Anne er sant  (Jörgen + Anne är sant, översättning Ann Mari Falk, Norstedts 1986)
- 1985 – Råtne Rikard (Ruskiga Rikard, översättning Ann Mari Falk, Norstedts 1987)
- 1986 – Gjennom skogen (Genom skogen, översättning Lena Axelsson, AWE/Geber 1987)
- 1987 – På hjørnet om kvelden (Vid hörnet på kvällen, översättning Ann Mari Falk, Norstedts, 1988)
- 1990 – Tungekysset og Drømmen
- 1999 – Den første gangen
- 2002 – Lesebok for levende, tillsammans med Lillian Hjorth

### Romaner
- 1987 – Drama med Hilde
- 1989 – Med hånden på hjertet
- 1990 – Et dikt til mormor
- 1992 – Fransk åpning
- 1995 – Død sheriff
- 1995 – Ubehaget i kulturen, tillsammans med Arild Linneberg
- 1996 – Hysj
- 1998 – Takk, ganske bra
- 2000 – Hva er det med mor?
- 2001 – Om bare (Om bara, översättning Jens Hjälte, Natur & Kultur, 2022)
- 2004 – 17.15 til Tønsberg
- 2005 – Fordeler og ulemper ved å være til
- 2007 – Hjulskifte (Byta däck, översättning Stewe Claeson, Ordfront, 2008)
- 2008 – Tredje person entall
- 2010 – Snakk til meg
- 2011 – Tredve dager i Sandefjord
- 2012 – Leve posthornet!
- 2014 – Et norsk hus
- 2016 – Arv og miljø (Arv och miljö, översättning Ninni Holmqvist, Natur & Kultur, 2018)
- 2018 – Lærerinnens sang (Lärarinnans sång, översättning Ninni Holmqvist, Natur & Kultur, 2020)
- 2019 – Henrik Falk (Henrik, översättning Gun-Britt Sundström, Natur & Kultur, 2019)
- 2020 – Er mor død (Är mor död, översättning Jens Hjälte, Natur & Kultur, 2021)
- 2022 – Femten år. Den revolusjonære våren (Femton år: den revolutionära våren, översättning Jens Hjälte, Natur & Kultur, 2022)
- 2023 – Gjentakelsen (Upprepningen, översättning Jens Hjälte, Natur & Kultur, 2025)

## Priser och utmärkelser
- 1983 – Kultur- och kyrkodepartementets priser för barn- och ungdomslitteratur för Pelle-Ragnar i den gule gården
- 1984 – Kritikerpriset
- 1989 – Cappelenpriset
- 2010 – Gyldendalpriset
- 2014 – Amalie Skram-prisen
- 2014 – Brageprisets hederspris
- 2015 – Aschehougpriset
- 2016 – Bokhandlarpriset för Arv og miljø
- 2018 – Doblougpriset
- 2023 – Kritikerpriset
- 2024 – Ungdomens kritikerpris